# 沙尼治
沙尼治（英語：Saanich）是加拿大卑詩省西南部首府地區一個區域自治體（district municipality），坐落溫哥華島東南角，東面瀕臨佐治亞海峽，南鄰橡樹灣、省府維多利亞和埃斯奎莫爾特，西臨維尤羅亞爾和高地區，西北臨非建制地區威利斯角（Willis Point），北面則與中沙尼治為鄰。沙尼治區於1906年3月1日正式建制為區域自治體，因其所在的沙尼治半島從佐治亞海峽看起來像一塊隆起的陸地而以當地原住民語言中的詞語“W̱SÁNEĆ”（即“隆起”）為名。
據2011年加拿大人口普查所示，沙尼治區內人口為109752人，為卑詩省内人口第八多的城鎮，並是首府地區以至溫哥華島人口最多的城鎮，比維多利亞和乃磨還要多。沙尼治區的面積為103.78平方公里，為首府地區及大維多利亞都會區内面積最大的建制城鎮。
沙尼治區内的公共教育服務由61號大維多利亞校區和63號沙尼治校區提供，分別服務沙尼治區的南部和北部。專上教育方面，維多利亞大學校園的一半範圍坐落沙尼治境内，餘下範圍則坐落橡樹灣境内。
區内的主要幹道為卑詩省17號公路，南通維多利亞，北至北沙尼治的施瓦茨灣卑詩渡輪碼頭。卑詩省1號公路（橫加公路）則掠過沙尼治區的西南部，南北分別通往維多利亞和乃磨。

## 外部連結
- 维基共享资源上的相關多媒體資源：沙尼治
- （英文）District of Saanich （页面存档备份，存于）－沙尼治區政府官方網站